# سد زيبنجبو
سد زيبنجبو هو سد حاجزي على نهر مين قرب مدينة دوجيانجين في منطقة سيشوان جنوبي الصين, وهو مزود بأربعة مولدات بقدرة توليد تبلغ 760 ميقاواط, البناء بدأ في 2001 وإنتهى في نهايات 2006 , وأول من بنى سداً في هذا المكان هي مملكة شو قبل الفي عام.
نظام الري التقليدي لمدينة دوجيانجين يحتوي على قنوات وسدود مائية ما زالت تستخدم حتى اليوم منذ 256 من الميلاد.

## الجدل حول السد

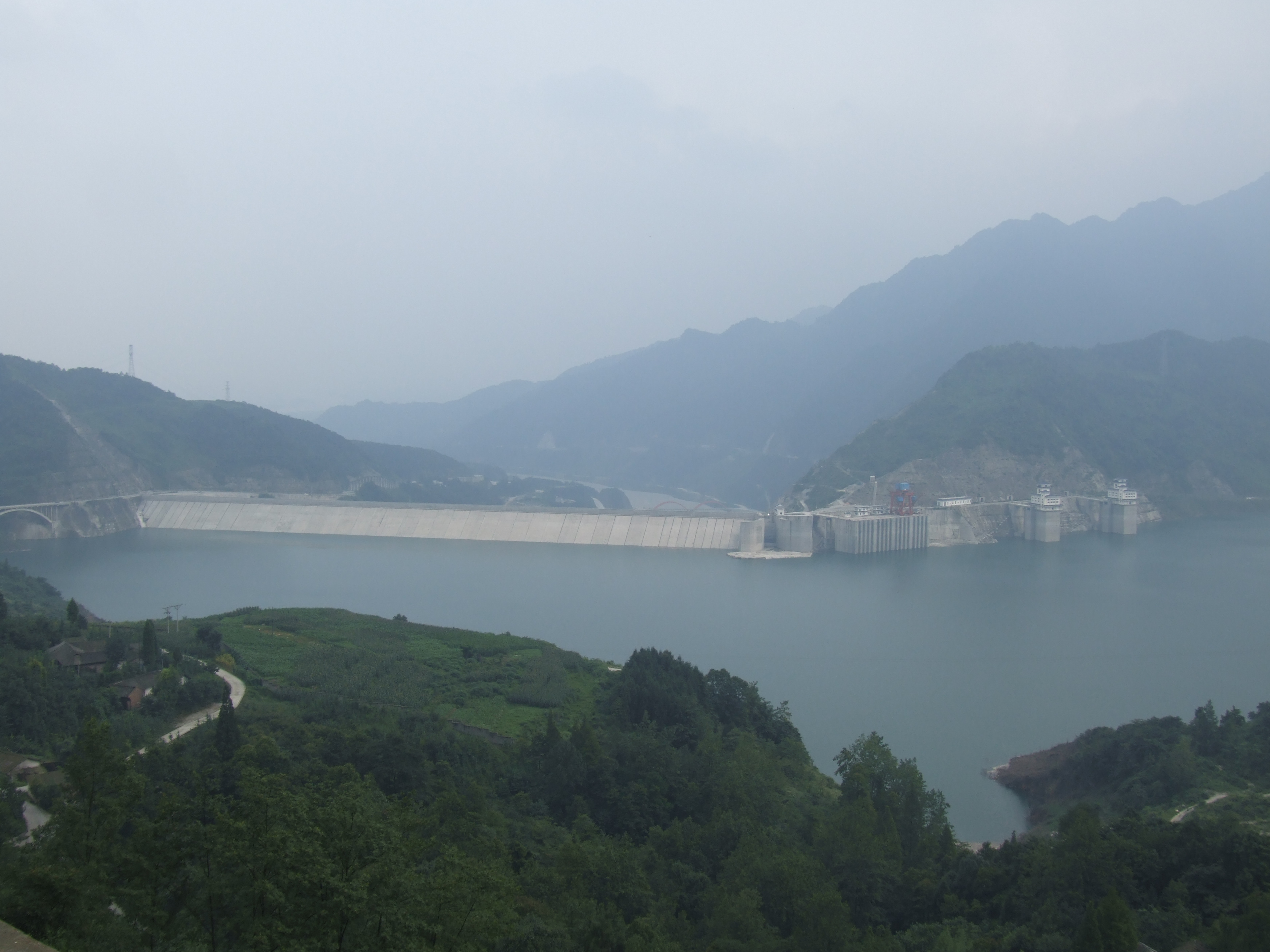
إطلالة على السد من مكان تخزين المياه

الزلزال ذو الشدة 7.9 على مقياس ريختر الذي وقع في 12 مايو 2008 والذي خلف بعض الأضرار على السد تمثلت ببعض الشقوق والتصدعات, يعتقد بعض الباحثين الجيولوجيين أن السد هو من سبب هذا الزلزال بسبب احتجازه كميات كبيرة للغاية من المياه خلفه.
.